# Leitchfield
La ville de Leitchfield est le siège du comté de Grayson, dans l’État du Kentucky, aux États-Unis. Sa population s’élevait à 6 699 habitants lors du recensement de 2010, 6 874 habitants en 2016.